# 伊拉克河流列表
伊拉克河流列表，列舉全部或部分在伊拉克境內的河流，並依照流域排列。支流則由河口至源頭排序。

## 波斯灣
- 阿拉伯河
  - 幼發拉底河
    - 塞爾薩爾河
    - 豪蘭河

  - 底格里斯河
    - 卡爾黑河
    - 迪亞拉河（英语：Diyala River）
    - 小扎卜河
    - 大扎卜河